# Prezidentské volby v Moldavsku 2016
Prezidentské volby se v Moldavsku konaly 30. října 2016. Jednalo se o první přímé prezidentské volby od roku 1996, které následovaly po prohlášení Ústavního soudu ze dne 4. března 2016, že revize ústavy z roku 2000, která vedla k nepřímé volbě prezidenta parlamentem, byla protiústavní. Volby vyhrál Igor Dodon ze Strany socialistů Moldavské republiky (PSRM).

## Kandidáti
| Č. | Kandidát | Kandidát           | Strana    |
| -- | -------- | ------------------ | --------- |
| 1  | —        | —                  | —         |
| 2  |          | Mihai Ghimpu       | PL        |
| 3  |          | Iurie Leancă       | PPEM      |
| 4  |          | Dumitru Ciubașenco | PN        |
| 5  |          | Maia Sanduová      | PAS       |
| 6  |          | Igor Dodon         | PSRM      |
| 7  |          | Silvia Raduová     | nestraník |
| 8  |          | Maia Lagutaová     | nestraník |
| 9  |          | Ana Guțuová        | Pravice   |
| 10 |          | Valeriu Ghilețchi  | nestraník |

### Kandidáti, kteří odstoupili z kandidatury
- Marian Lupu - 26. října odstoupil a podpořil Maiu Sanduovou.
- Andrei Năstase - 15. října odstoupil a podpořil společnou kandidátku středopravicové opozice Maiu Sanduovou.
- Inna Popencoová - registrace byla zrušena 22. října rozhodnutím soudu na žádost CEC.

### Kandidáti, kterým CEC odmítla registraci
- Vitalia Pavlicencoová
- Vasile Tarlev
- Roman Mihăeș
- Ion Dron

### Kandidáti, kteří nezískali požadovaný počet podpisů
- Oleg Brega - 12. září oznámil své odstoupení a prohlásil, že CEC je nečestná;
- Anatol Plugaru - 23. září oznámil odstoupení z kandidatury a prohlásil volby za "protiústavní";[6]
- Mihai Corj;
- Artur Croitor;
- Ilie Rotaru;
- Vadim Brinzan;
- Mihail Garbuz;
- Geta Saviţcaia.

Strana komunistů Moldavské republiky nepostavila žádného kandidáta a vyzvala voliče, aby volby bojkotovali, protože je považuje za nezákonné. Liberálně demokratická strana Moldavska rovněž nenominovala svého kandidáta a místo toho podpořila společnou kandidátku středopravicové opozice Maiu Sanduovou.

## Provádění

### Kolekce podpisů
Marian Lupu, kandidát Demokratické strany Moldavska, shromáždil více než 20 000 podpisů na svou podporu a předložil je ústřední volební komisi za méně než jeden den. Rychlost postupu byla považována za podezřelou, protože potřebná razítka a podpisy musely být získány ve veřejných institucích, které byly v době, kdy si je příznivci strany mohli vyzvednout, zavřené.
Nezávislý kandidát Oleg Brega podal Komisi stížnost, v níž uvedl, že DPM musela být zvýhodněna, protože její dokumenty byly vyřizovány v pátek po pracovní době a také v sobotu, tedy v den pracovního klidu. Ústřední volební komise stížnost zamítla a Brega se následně rozhodl z prezidentského klání odstoupit, protože ji považoval za nespravedlivou. Samostatnou stížnost podal ze stejných důvodů Andrei Năstase.
Lupu uvedl, že to bylo spíše díky efektivitě jeho zaměstnanců než díky podvádění.

### Seznam voličů
Ústřední volební komise před volbami oznámila, že celkový počet voličů je 3,2 milionu, což je vzhledem k neustálému poklesu počtu obyvatel Moldavska nedůvěryhodný údaj, a skutečnost, že předběžné výsledky demografického průzkumu z roku 2014 ukázaly, že celkový počet obyvatel země je pouze tři miliony.
Nezávislé vyšetřování odhalilo, že seznamy voličů vypracované Ústřední volební komisí byly nepřesné a obsahovaly značný počet zemřelých osob. Ze vzorku 300 zemřelých bylo podle internetového registru voličů spravovaného ÚVK 100 osob stále uvedeno jako osoby oprávněné hlasovat.
Seznam voličů obsahoval některé významné osobnosti, například filmového režiséra Emila Loteanu (zemřel v roce 2003), herce Mihaie Volontiera (zemřel v roce 2015) a novináře Constantina Tănase (zemřel v roce 2014).
Komise uznala, že seznamy nejsou zcela přesné, ale poukázala na to, že na seznamu jsou pouze tři z údajné stovky. Uvedli, že v době šetření novinářů odrážela online databáze spíše údaje z dříve proběhlých voleb než nejaktuálnější čísla.

### Otázky hlasování v zahraničí
Řada zahraničních voličů v Evropě nemohla hlasovat, protože nebyl k dispozici dostatečný počet hlasovacích lístků. Předpokládalo se však, že počet voličů, kteří nemohli hlasovat, je nižší než Dodonovo vítězství.

## Výsledky
Vzhledem k tomu, že žádný z kandidátů nedosáhl 30. října 2016 většiny hlasů, konalo se 13. listopadu 2016 druhé kolo hlasování mezi dvěma vedoucími kandidáty, Igorem Dodonem z PSRM a Maiou Sanduovou z PAS. Dodon zvítězil ve druhém kole se ziskem 52,11 % hlasů a 23. prosince se stal pátým moldavským prezidentem.
| Kandidát                  | Kandidát                  | Strana                                | První kolo | První kolo | Druhé kolo | Druhé kolo |  |
| Kandidát                  | Kandidát                  | Strana                                | Hlasy      | %          | Hlasy      | %          |  |
| ------------------------- | ------------------------- | ------------------------------------- | ---------- | ---------- | ---------- | ---------- |  |
|                           | Igor Dodon                | Strana socialistů Moldavské republiky | 680 550    | 47,98      | 834 081    | 52,11      |  |
|                           | Maia Sanduová             | Strana akce a solidarity              | 549 152    | 38,71      | 766 593    | 47,89      |  |
|                           | Dumitru Ciubașenco        | Naše strana                           | 85 466     | 6,03       | —          | —          |  |
|                           | Iurie Leancă              | Evropská lidová strana Moldavska      | 44 065     | 3,11       | —          | —          |  |
|                           | Mihai Ghimpu              | Liberální strana                      | 25 490     | 1,80       | —          | —          |  |
|                           | Valeriu Ghilețchi         | nestraník                             | 15 354     | 1,08       | —          | —          |  |
|                           | Maia Lagutaová            | nestraník                             | 10 712     | 0,76       | —          | —          |  |
|                           | Silvia Raduová            | nestraník                             | 5 276      | 0,37       | —          | —          |  |
|                           | Ana Guțuová               | Pravice                               | 2 453      | 0,17       | —          | —          |  |
| Celkem                    | Celkem                    | Celkem                                | 1 418 518  | 100        | 1 600 674  | 100        |  |
|                           |                           |                                       |            |            |            |            |  |
| Platné hlasy              | Platné hlasy              | Platné hlasy                          | 1 418 518  | 98,46      | 1 600 674  | 99,17      |  |
| Neplatné hlasy            | Neplatné hlasy            | Neplatné hlasy                        | 22 215     | 1,54       | 13 349     | 0,83       |  |
| Celkem hlasů              | Celkem hlasů              | Celkem hlasů                          | 1 440 733  | 100        | 1 614 023  | 100        |  |
| Registrovaní voliči/Účast | Registrovaní voliči/Účast | Registrovaní voliči/Účast             | 2 929 694  | 49,18      | 3 019 495  | 53,45      |  |
| Zdroj: CEC, CEC           |                           |                                       |            |            |            |            |  |